# Millis (Massachusetts)
Pour les articles homonymes, voir Millis.
Millis est une ville du Comté de Norfolk dans l’État du Massachusetts.
Elle a été incorporée en 1885.
Sa population était de 8 460 habitants en 2020.